# Diretoria Principal de Inteligência (Rússia)
Diretoria Principal de Inteligência (em russo:  Гла́вное разве́дывательное управле́ние, transl. Glavnoye Razvedyvatel'noye Upravleniye), abreviado como GRU (em russo:  ГРУ) é a agência de inteligência militar estrangeira do Estado-Maior das Forças Armadas da Federação Russa (anteriormente Estado-Maior do Exército Soviético da União Soviética). Desde 2010, o nome completo oficial da agência é a Diretoria Principal do Estado-Maior das Forças Armadas da Federação Russa (em russo:  Главное управление Генерального штаба Вооружённых сил Российской Федерации (ГУ ГШ ВС РФ), transl. Glavnoe upravlenie Generalʹnogo štaba Vooružënnyh Sil Rossijskoj Federacii).
O GRU é a maior agência de inteligência estrangeira da Rússia. Em 1997, implantou seis vezes mais agentes em países estrangeiros que o SVR, o sucessor da direção de operações no exterior da KGB (PGU KGB). A GRU se destaca entre suas contrapartes (FSB, SVR e FSO) por sua disposição de executar "operações complicadas e de alto risco", que vão de missões de espionagem, infiltrações com forças especiais, guerra cibernética. Uma operação que a GRU foi acusada foi de interferir nas eleições americanas de 2016.
A GRU também opera seu próprio grupo de operações especiais, conhecido como GRU Spetsnaz, com cerca de 25 mil tropas.